# Лішня (Дрогобицький район)
Лі́шня — село Дрогобицького району Львівської області.

## Розташування
Лішня-село на березі річки Бар, за 5 кілометрів на північний захід від міста Дрогобич, обабіч дороги Дрогобич-Самбір.

## Назва
Назву виводять від слова «лишнє». За переказами, колись на місці села було містечко Бар, спалене татарами. Залишилось кілька хат, і вцілілу частину назвали «лишнє». На думку деяких дослідників, назва походить від слова «ліс». В урочищах Сарина, Валиська, На Городищах, Бар, знайдено сліди давньоруського городища. Можливо, саме там існувало легендарне місто Бар.

## Історія
Перша письмова згадка про Лішню належить до 1424 року і пов'язана з наданням польським королем магдебурзького права селу Нагуєвичі, землі якого межували з селом Лішня.
Селяни займались рільництвом, тваринництвом, ремеслами. За дослідженнями дрогобицького історика Леоніда Тимошенка, протягом 15-16 століть, формою адміністративного управління було волоське право, згідно якого на чолі громади стояв тивун.
У 16 столітті Лішня входила до «Меденицької держави» або зрозуміліше-староства. Від 1568 року село перейшло у власність родини Стажеховських. Наприкінці 16 століття було створено Самбірську економію і Лішню включено до її території. Під 1681 роком в її інвентарному описі зафіксовано Панський Двір, що служив водночас як оборонна  споруда. Наприкінці 17 століття село належало до королівської власності, мало 55 хат, млин, корчму. До першого поділу Польщі в 1772 році Лішня була власністю панів Туркулів.
У 1785 році село ділилося на дві частини: власне Лішню з присілком Лішнянські Загороди та Монастир-Лішнянський. Проживало 1006 осіб: 940 українців, 40 поляків, 26 євреїв. Село було центром Лішнянської волості в складі Лішні, Унятичів, Нагуєвичів, Медвежі, Монастиря-Лішнянського, Брониці, Лужка-Долішнього, Снятинки. Наприкінці 18 століття на печатці села був зображений дерев'яний міст. Згодом на печатці появився класичний хрест, а на печатці 1886 року є трираменний хрест. Від кінця 19 століття частина жителів працювала на підприємствах, торгували продуктами домашнього виробництва у Дрогобичі. Була позичкова каса, державна лісничівка, 3 кузні, слюсарна майстерня, столярне підприємство, фабрика содової води, споживчий кооператив, спочатку в будинку Миколи Тимківа, згодом у народному домі, крамниці, корчмі, працювали шевці, кравці, теслярі, мулярі, м'ясники. У 1939 році налічувалось 1960 осіб: 1900 українців, 20 поляків, 10 латинників, 30 євреїв.

## Населення

### Мова
Розподіл населення за рідною мовою за даними перепису 2001 року:
| Мова            | Кількість | Відсоток |
| --------------- | --------- | -------- |
| українська      | 2349      | 99.24%   |
| російська       | 12        | 0.50%    |
| білоруська      | 2         | 0.09%    |
| польська        | 2         | 0.09%    |
| румунська       | 1         | 0.04%    |
| інші/не вказали | 1         | 0.04%    |
| Усього          | 2367      | 100%     |

## Церква святого Архангела Михайла
Перша збережена письмова згадка про церкву Святого Архангела Михайла належить до 1507 року і міститься в податковому реєстрі Перемишлянської землі. У 1810 році замість давньої дерев'яної церкви споруджено кам'яну церкву святого Архистратига Михайла. У 1890 році встановлено іконостас роботи львівського художника Теофіля Копистинського. Перша парафіальна школа згадується у документах від 1727 року як 2-класна школа, у 1820—1939 роках школу розширено до 7-класної, яку розміщено в трьох приміщеннях.
20 грудня 2009 року владика Ярослав (Приріз) відвідав парафію св. архистратига Михаїла с. Лішня Дрогобицького району та освятив після віднови місцеву церкву. Відтак архієрей відслужив Божественну Літургію у співслужінні прот. Анатолія Полянка (декана Лішнянського), ієрея Олега Кекоша (адміністратора парафії) та священиків Лішнянського й Трускавецького деканатів. Наприкінці богослуження владика Ярослав зачитав подячну грамоту правлячого архієрея Юліяна (Вороновського) надану жертводавцям цієї парафії. Архієрей також склав подяку адміністратору парафії о. Олегу Кекошу, о. Юрію Щуркові за їх душпастирську працю та старання у відновленні святині.

## Освіта
У селі діє лішнянський НВК. При школі функціонує філіал Доброгостівської музичної школи та Будинок учнівської творчості. В приміщенні школи знаходиться Музей історії учительства.
Також з 2019 р було відкрито велоклуб..

## Пам'ятки

Пам'ятник Іванові Франку

Біля школи, на перехресті доріг, встановлено пам'ятний знак Іванові Франкові, виконаний у бронзі, скульптор Йосип Садовський.
У селі Лішня починається семикілометровий художньо-меморіальний комплекс «Дорога Івана Франка».

## Відомі уродженці
- Бермес Зеновій Миколайович (10.10.1949) -- український політик та громадський діяч, депутат Львівської обласної ради V демократичного скликання.
- Гук Микола Петрович (1960) — журналіст, громадський та політичний діяч.
- Фрайт Володимир Михайлович (1932) — український лікар, професор Львівського медичного університету.
- Сов'як Володимир (1945—2004) — художник.
- Сов'як Роман (1938—2007) — композитор, диригент, професор.
- Сосюк Катерина (нар. 19 ст.) — цілителька.